# Scaphander darius
Scaphander darius är en snäckart som beskrevs av Ernst Marcus 1967. Scaphander darius ingår i släktet Scaphander och familjen Cylichnidae. Inga underarter finns listade i Catalogue of Life.